# 髙橋礼一郎

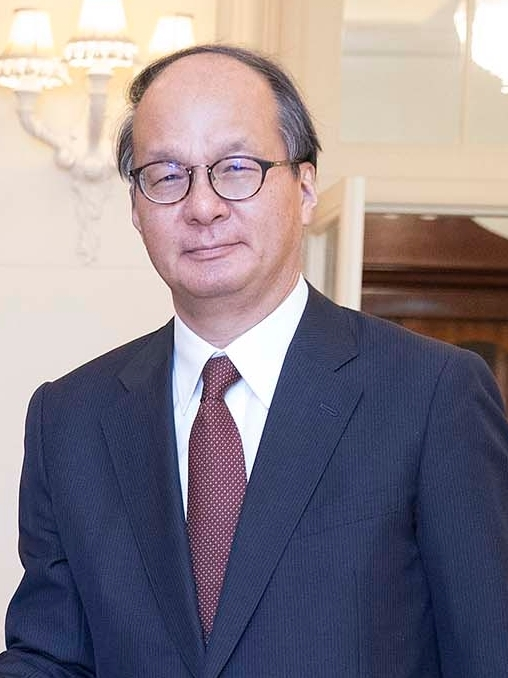

髙橋 礼一郎（たかはし れいいちろう、1956年4月21日 - ）は、日本の外交官。駐オーストラリア特命全権大使。元ニューヨーク総領事。元アフガニスタン特命全権大使。

## 経歴
- 福岡県福岡市出身。
- 1975年（昭和50年）　福岡県立修猷館高等学校卒業[1]。
- 1979年（昭和54年）10月　外務公務員採用上級試験合格[2]。
- 1980年（昭和55年）　3月　東京大学教養学部教養学科卒業[2]。
  - 4月　外務省入省[2]。
- 1981年（昭和56年）　英語研修(在米国)。
- 1983年（昭和58年）　OECD代表部(在パリ）[3]。
- 1986年（昭和61年）7月　経済局総務参事官室課長補佐[2]。
- 1988年（昭和63年）7月　アジア局南東アジア第一課首席事務官[2]。
- 1992年（平成4年）1月　経済協力局技術協力課首席事務官[2]。
- 1994年（平成6年）5月　在フィリピン大使館一等書記官[2]。
- 1996年（平成8年）12月　在アメリカ合衆国日本国大使館参事官[2]。
- 1999年（平成11年）7月　大臣官房[2]。
  - 8月　アジア局南東アジア第一課長[2]。
- 2001年（平成13年）1月　アジア大洋州局南東アジア第一課長[2]。
  - 2月　大臣官房報道課長[2]。
- 2003年（平成15年）1月　在インド大使館公使[2]。
- 2004年（平成16年）8月　大臣官房総務課長[2]。
- 2006年（平成18年）1月　国際協力局参事官兼南部アジア部参事官[2]。
- 2007年（平成19年）11月　在大韓民国大使館総括公使[2]。
- 2011年（平成23年）1月　在アフガニスタン大使[2]。
- 2012年（平成24年）9月　内閣府国際平和協力本部事務局長[4]。
- 2015年（平成27年）1月　ニューヨーク総領事・大使[5]。
- 2018年12月　駐オーストラリア特命全権大使[6]。
- 2021年01月　外務省退官。
- 2021年03月　安藤ハザマ顧問[7]。
- 2021年06月　日本航空電子工業社外取締役。
- 2024年02月　ニューヨーク日本商工会議所&日本クラブOB/OG会賛同者代表[8]。

## 同期入省
- 末松義規（12年内閣府副大臣・96年衆議院議員）
- 石井正文（17年インドネシア大使・13年国際法局長）
- 大村昌弘（17年フィジー大使）
- 川村裕（20年ノルウェー大使・18沖縄大使・14年コートジボワール大使）
- 越川和彦（16年JICA副理事長・14年スペイン大使・12年官房長）
- 鈴鹿光次（16年アフガニスタン大使）
- 鈴木康久（18年ニカラグア大使・16年レオン総領事）
- 山田文比古（08年東京外国語大学教授）
- 片上慶一（17年イタリア大使・16年外務審議官（経済担当））
- 北野充（14年ウィーン代表部大使・12年軍縮不拡散・科学部長・19年アイルランド大使）
- 石川和秀（14年フィリピン大使・12年南部アジア部長）
- 藤原聖也（14年アルジェリア大使）
- 山崎純（18年シンガポール大使・15年スウェーデン大使・14年儀典長）
- 渡邉正人（17年ブルガリア大使・15年バングラデシュ大使）
- 堀之内秀久（19年オランダ大使・16年カンボジア大使・14年ロサンゼルス総領事）
- 野田仁（18年ルーマニア大使・15年エクアドル大使）
- 葉室和親（12年トンガ大使）
- 井出敬二（17年北極担当大使・13年クロアチア大使）
- 小原雅博（15年東京大学法学部教授・13年上海総領事）
- 須永和男（19年カタール大使・16年ASEAN大使）
- 姫野勉（17年ガーナ大使）
- 平石好伸（17年チリ大使・14年ジンバブエ大使）
- 水谷章（19年オーストリア大使・17年立命館アジア太平洋大学教授）
- 齊藤貢（18年イラン大使・15年オマーン大使）